# 白杰明
白杰明是澳大利亞漢學家，作家和导演，研究现代中国文化历史，他作为公共知识分子在报纸和杂志上发表文章，并在发表纪录片作品，包括《天安门》，描述1989年春天直到六四事件的事情，以及关于文化大革命的《八九点钟的太阳》。

## 生平
白杰明在澳大利亚国立大学取得亚洲研究学士学位，主修汉语和梵语，然后在中华人民共和国（1974-77）和日本（1980-83）的大学学习。当他第一次以历史讲师的身份回到澳大利亚时，他的第一批学生之一就是未来的澳大利亚总理陆克文，后者的支持对中华全球研究中心（Australian Centre on China in the World）的建立起到重要作用。他于1991年至2007年担任《东亚历史》杂志的编辑。2011年，他在澳大利亚国立大学举办了首届“China in the World”特邀讲座，题为“Australia and China in the World: Whose Literacy?”。

## 著作
- ——; Minford, John. . New York: Hill and Wang. 1988. ISBN 0809085216.
- ——; Jaivin, Linda. . New York: Times Books. 1992. ISBN 0812919270.
- ——. . Armonk, NY: M.E. Sharpe. 1996  [2022-01-18]. ISBN 0585269017. （原始内容存档于2005-11-02）.
- ——; 桑晔. . 连线. 1997-06-01  [2021-08-28]. （原始内容存档于2016-01-01）.
- ——. . New York: Columbia University Press. 1999. ISBN 0231106149.
- ——. . Berkeley: University of California Press. 2002. ISBN 0520208323.
- ——. . China Heritage Project; reprinted from Chinese Studies Association of Australia Newsletter, No. 3, May 2005.   [2021-08-28]. （原始内容存档于2015-04-11）.
- ——. . Cambridge, Mass.: Harvard University Press. 2008. ISBN 9780674027794.
- ——, , 齐慕实, Timothy  (编), , Cambridge: Cambridge Univ Press: 243–272, 2010